# ジャック・ウェリー
ジャック・ウェリー（Jacques Wély、本名、André-Jacques Marie Videcoq-Wély 、1873年5月26日 - 1910年6月18日）はフランス、ベル・エポック時代のイラストレーター、画家である。多くの雑誌に挿絵を描いた。

## 略歴
パリ19区 で、商売人の息子に生まれた。中国で商売を試みた後、1896年に「Made」のペンネームでイラストを発表し、もう一人のイラストレータ、ジョルジュ・ドーラ(Georges Dola:本名Edmond Vernier、1872-1950)と知り合い、共同で「Madola」のペンネームでリトグラフの作品を制作する工房を立ち上げた。1897年から1904年の間はジャック・ウェリーのペンネームで単独で作品を発表した。パリの楽譜出版社のEnoch社のための楽譜の表紙絵を多く描いた。同じ頃、絵入りの風刺雑誌や新聞に挿絵やカリカチュアを描いた。ウェリが挿絵を描いた出版物には「La Vie parisienne」、「La caricature」、「 Cocorico」、「 Femina」、「 Comœdia」、「 Je sais tout」、「ル・リール」などがあった。風刺画家の協会の1909年の展覧会、サロン・ド・ウモリステ（Salon des humoristes）には12点の絵画も出展した。
国民美術協会の会員でもあり、ガッシュを使って、人物画や静物画も描いた。絵画のスタイルはポスト印象派に通じるものがあった。
1908年にモンフォール＝ラモーリーにスタジオを開いたが、結核に罹患していて、1910年に,ムードンの自宅で37歳で死去した。

## 作品

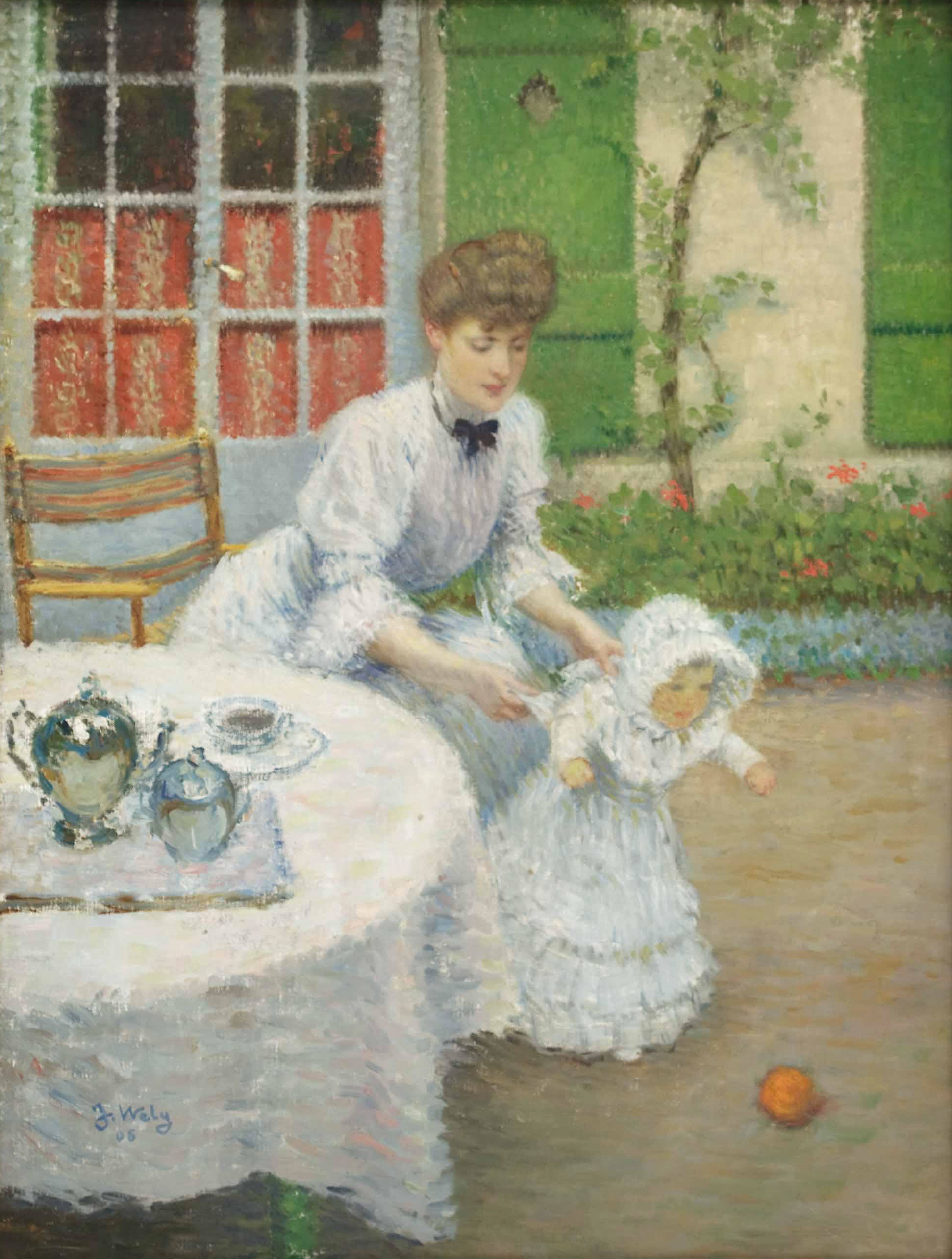
ボール遊びする子供と母親(油絵:1906)
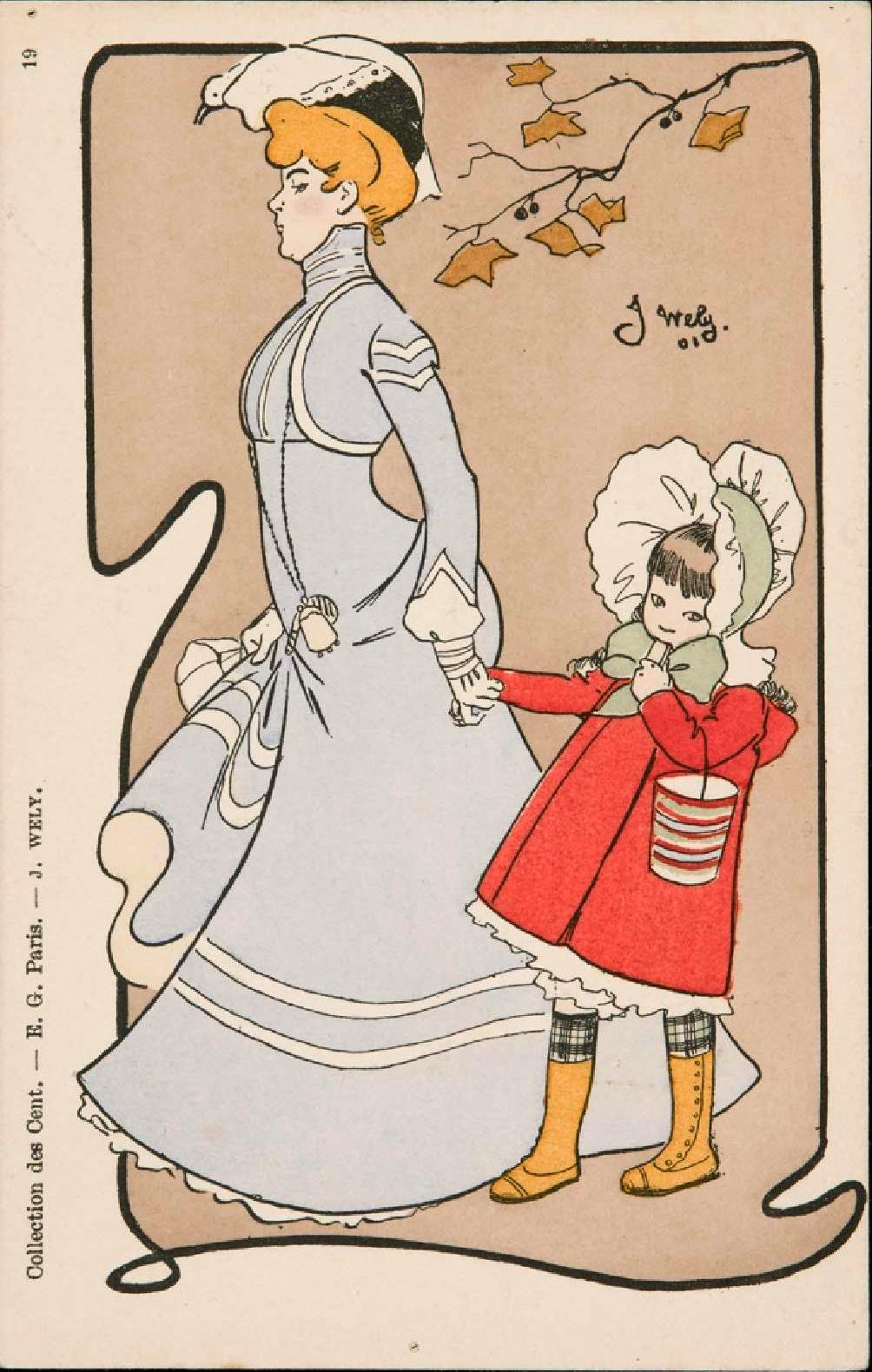
「Collection des Cent」(絵葉書雑誌)に掲載された作品
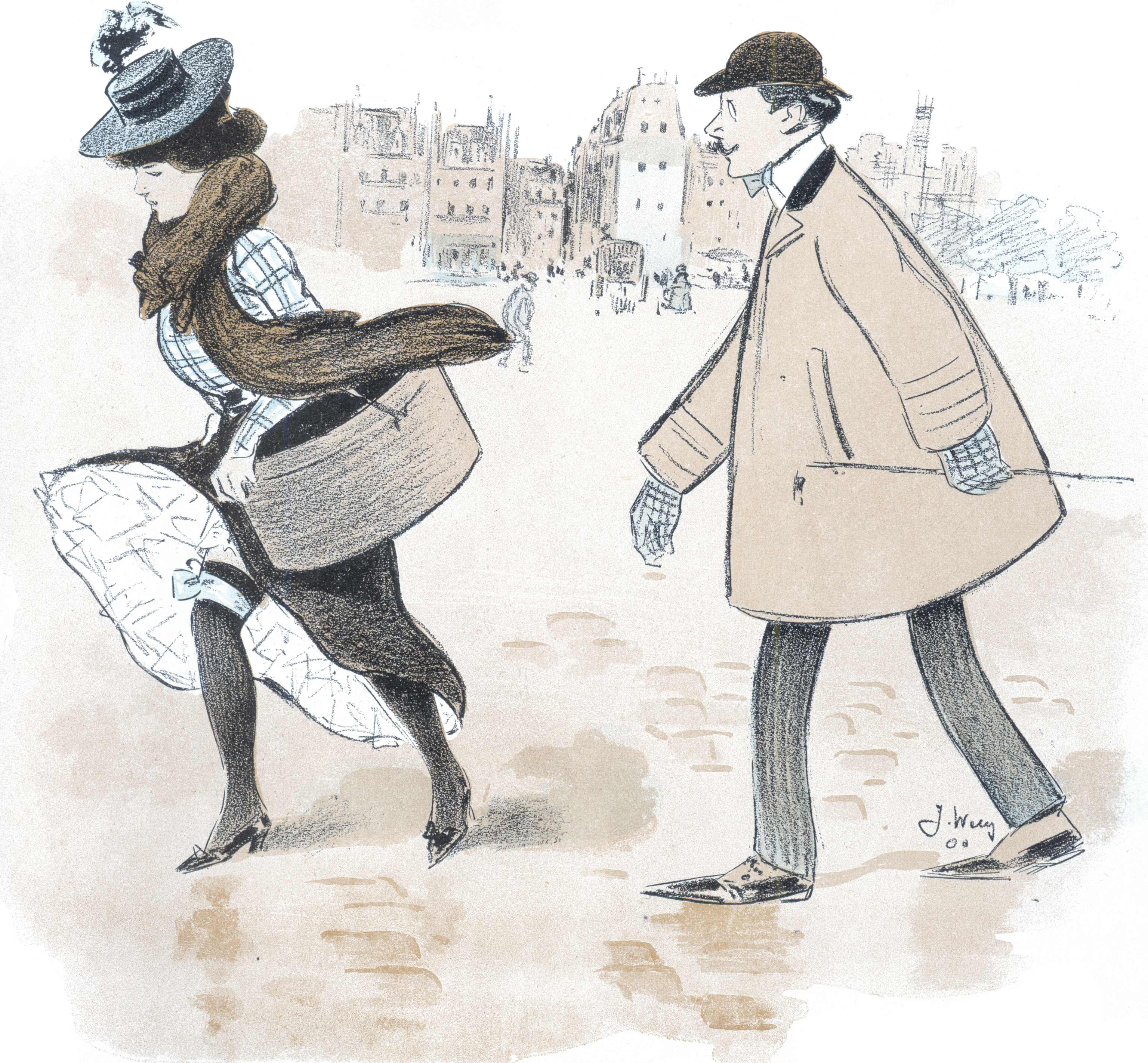
風の強い日に女性の後を歩く男性
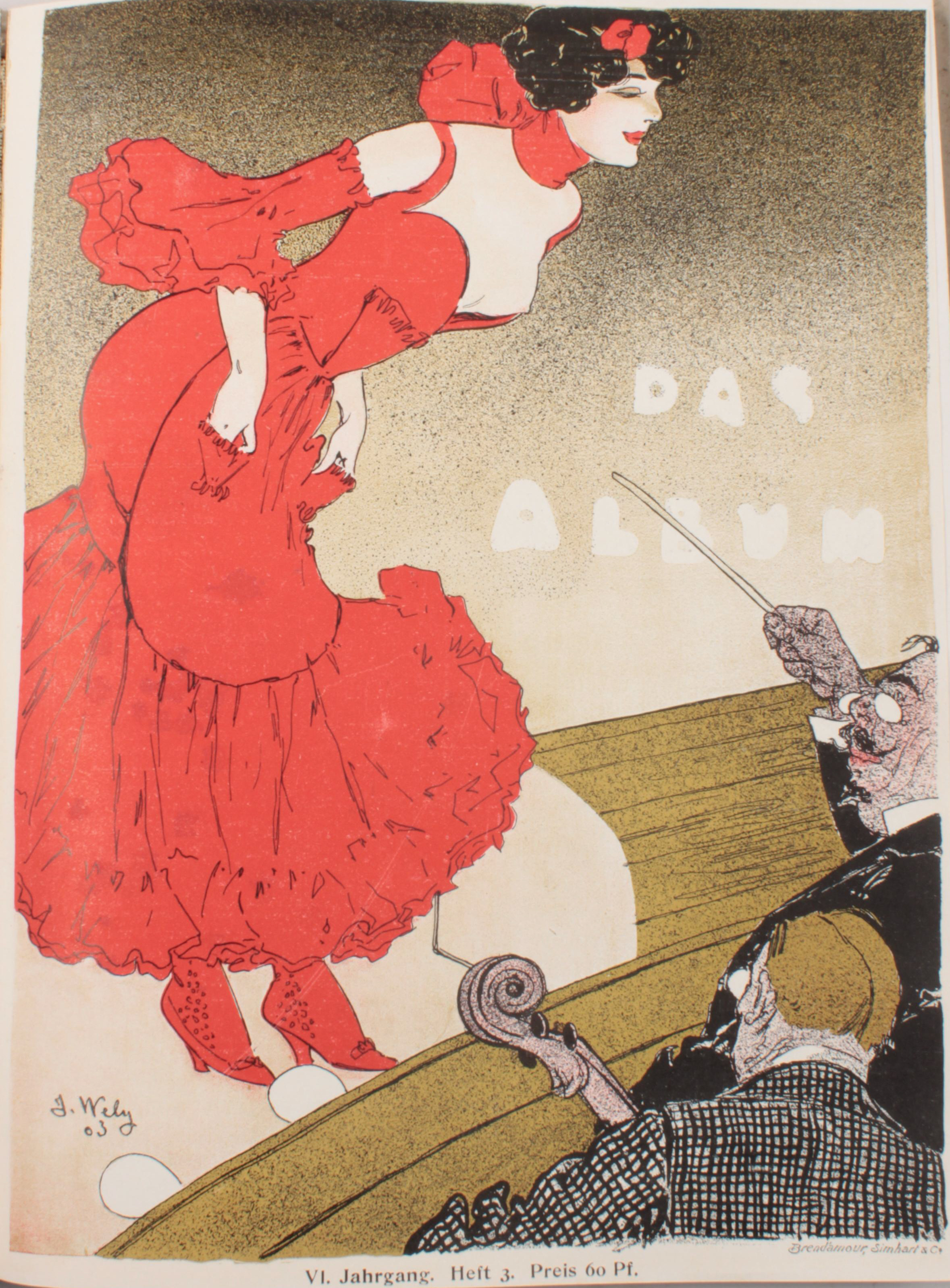
雑誌「Das Album」の表紙絵